# Дрейфус, Альфред

Дрейфус в тюрьме во Французской Гвиане

Альфре́д Дре́йфус (традиционная передача; французское произношение Дрефю́с, фр. Alfred Dreyfus, 9 октября 1859, Мюлуз, Эльзас — 12 июля 1935, Париж) — французский офицер, еврей по происхождению, фигурант знаменитого судебного процесса, вызвавшего общеевропейский резонанс и получившего огромное политическое и историческое значение, известного как «дело Дрейфуса».

## Биография
Альфред Дрейфус родился 9 октября 1859 года в Мюлузе в богатой еврейской семье розничного торговца Рафаэля Дрейфуса и Жаннеты, урождённой Либманн. Они покинули Эльзас-Лотарингию во время Франко-Прусской войны и через Швейцарию, где их сын пошёл в школу, позже переселились в Париж.
С 1877 года Дрейфус учился в Париже в Военной и потом Высшей политехнической школе; служил в артиллерии и дослужился до чина капитана; в 1893 году был причислен к Генеральному штабу. Он отличался трудолюбием, исполнительностью, большой ревностью к службе, строгостью к себе и другим, но, вместе с тем, обладал сухим характером, и потому не пользовался симпатией товарищей-офицеров.

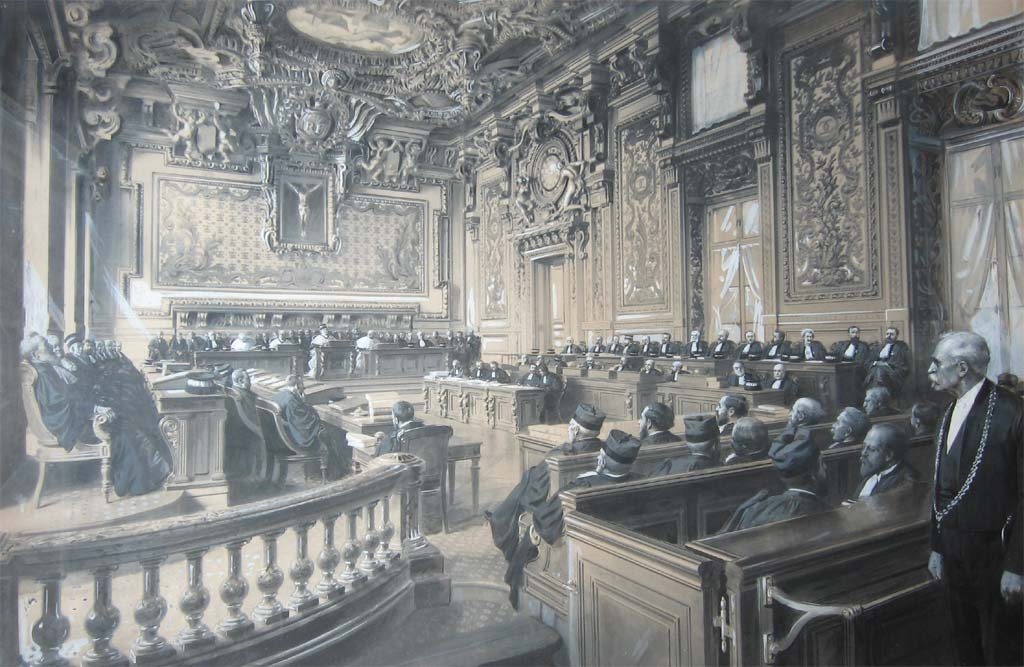
Дело Дрейфуса

В 1894 году в руки сотрудников французской военной контрразведки попал документ (так называемое «бордеро») с перечнем секретных бумаг, переданных германскому военному атташе в Париже неким агентом во французском Генеральном штабе. На основании некоторого сходства почерков в написании записки — а следовательно, в передаче военных секретов вероятному противнику — был обвинён капитан Дрейфус. В декабре 1894 года суд приговорил его к пожизненному заключению, Дрейфус был публично унизительно разжалован и отправлен на остров Дьявола, в каторжную тюрьму во Французской Гвиане.
Дрейфус категорически настаивал на своей невиновности. Вскоре у многих возникли сомнения в неопровержимости улик; были названы другие подозреваемые. В 1895 году дело начали пересматривать. В 1896 году новый начальник Второго бюро полковник Пикар установил истинного автора бордеро — пехотного майора Фердинанда Эстерхази, и уличил нескольких своих сотрудников в фальсификации доказательств по делу. В 1898 году с публичным обвинением, основанным на материалах Пикара, выступил знаменитый французский писатель Эмиль Золя, его статья в парижской газете «Орор» (L’Aurore) (открытое письмо Президенту Республики) произвела во французском обществе эффект разорвавшейся бомбы. Сам заключённый ничего об этом не знал до 1899 года, когда дело было передано в кассационный суд. При повторном слушании Дрейфус вновь был признан виновным, однако в связи с некими «смягчающими обстоятельствами» срок его заключения был сокращён до 10 лет. В 1900 году президент Эмиль Лубе помиловал осуждённого, и Дрейфус вышел на свободу.

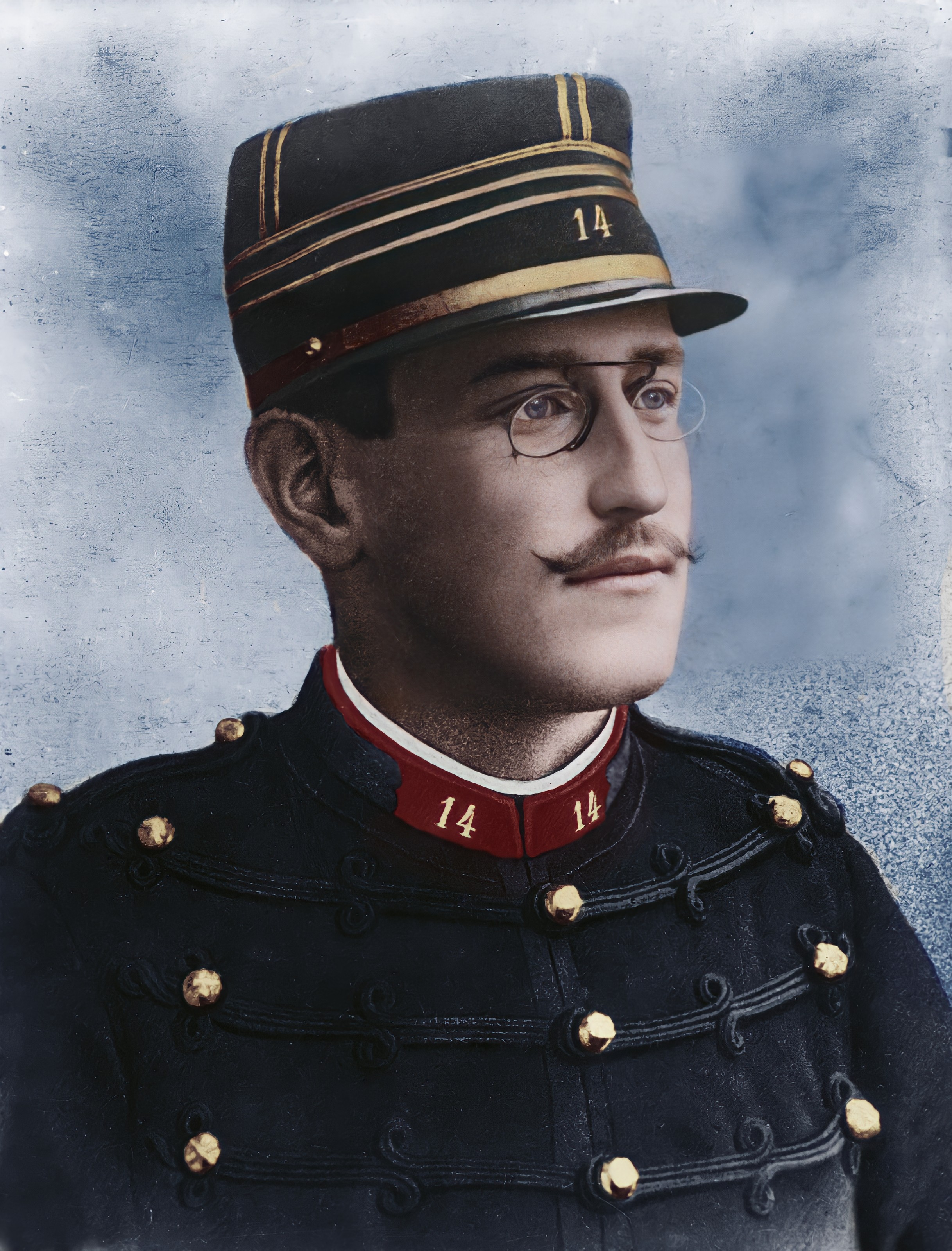
Дрейфус в военной французской форме

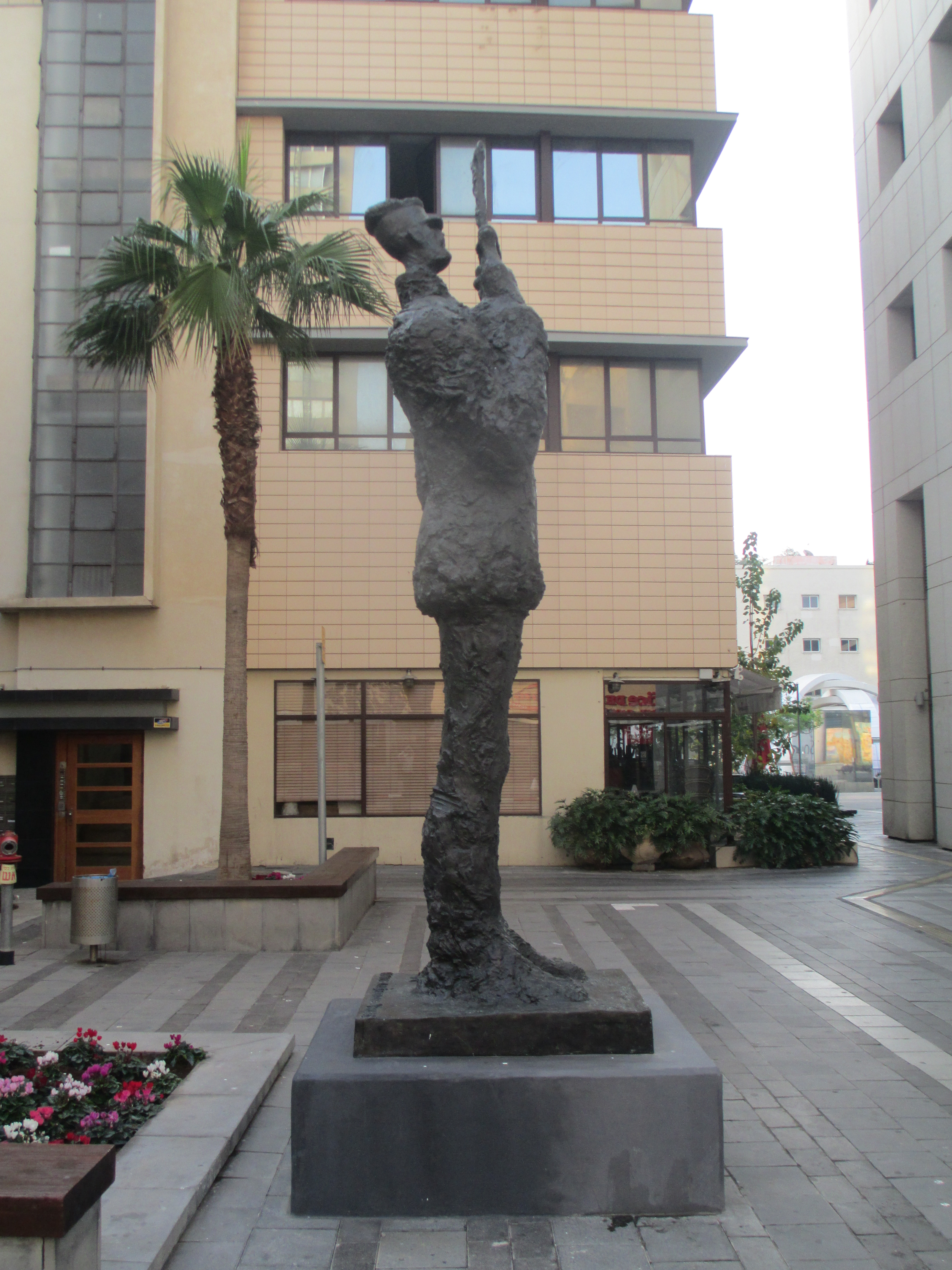
Копия французского памятника «Дань уважения капитану Дрейфусу» в Тель-Авиве

Поскольку Дрейфус был помилован, а не амнистирован, он не был обязан признавать себя виновным и по-прежнему мог бороться. Только в 1906 году, через 12 лет после первого приговора, очередной суд полностью оправдал Дрейфуса, он был восстановлен на службе и произведён в майоры, но вскоре из-за проблем со здоровьем, приобретённых в заключении, вышел в отставку.
Дело Дрейфуса сопровождалось массовыми антисемитскими акциями и стало по сути одним из крупнейших антисемитских скандалов в истории. Также оно стало важным фактором, подтолкнувшим возникновение сионизма.
Будучи офицером запаса, с началом Первой мировой войны Дрейфус вернулся в армию, дослужился до подполковника и в 1918 году был награждён орденом Почётного легиона.
Альфред Дрейфус умер 12 июля 1935 года в Париже и был похоронен с национальными почестями.

## Сочинения
- Письма невинно осуждённого = Lettres d’un innocent. / С предисл., доп. и факс. Пер. с фр. — Варшава, 1898. — 144 с.
- Пять лет моей жизни. 1894—1899 гг. = Cinq années de ma vie 1894—1899 / Пер. с фр. с прил. важнейших документов и ст. Н. Н. Новикова «Ложный шаг буржуазной Франции» — Одесса : тип. Исакович и Бейленсон, 1902. — 184 с.

## Дело Дрейфуса в культуре
Дело Дрейфуса отображено в романе Луи Арагона «Пассажиры империала» («Les Voyageurs de l’Impériale») и подробно описано в трилогии А. Я. Бруштейн «Дорога уходит в даль…» (часть третья — «Весна»). Оно проходит явно или намёками в творчестве Марселя Пруста и Анатоля Франса. Шолом-Алейхем многократно упоминает дело Дрейфуса и даже написал рассказ «Дрейфус в Касриловке».
В 1991 году был снят телефильм «Узник чести» с Ричардом Дрейфусом в роли полковника Пикара.
События дела Дрейфуса послужили основаниям фильма Романа Полански «Офицер и шпион».